# Corydoras metae
Cá chuột mặt nạ hoặc cá chuột sông Meta (tên khoa học Corydoras metae) là một loài cá thuộc phân họ Corydoradinae của họ Callichthyidae. Nó có nguồn gốc ở các vùng nước nội địa của Nam Mỹ, và được tìm thấy ở sông Meta lưu vực ở Colombia.

## Đặc điểm
Cá có thể phát triển trong chiều dài lên đến 4,8 cm. Nó sống trong một đới khí hậu trong nước với độ pH từ 6,0 đến 8,0;độ dH của nước từ 2 đến 25;và một phạm vi nhiệt độ từ 72-79 oC (22-26 oC).

## Thức ăn
Cá chuột mặt nạ ăn sâu, động vật giáp xác,côn trùng và cây.

## Sinh Sản
Cá cái mang 2-4 buồng trứng, khi cá đực thụ tinh cho chúng trong khoảng 30 giây. Sau khi thụ tinh cá cái bơi đến một chỗ thích hợp(thường ở trong những thảm tảo thủy sinh) để đẻ.Trứng có tính chất dính.Cá bố mẹ không chăm sóc con.